# Epicor
Tập đoàn Phần mềm Epicor là một công ty phần mềm doanh nghiệp toàn cầu thành lập năm 1972. Trụ sở công ty đặt tại Austin, TX.
Epicor cung cấp giải pháp kế hoạch nguồn lực doanh nghiệp (ERP). phần mềm quản lý quan hệ khách hàng (CRM), phần mềm quản lý chuỗi cung ứng (SCM) và phần mềm quản lý nhân sự (HCM). Đối tượng khách hàng của Epicor là các doanh nghiệp trong các ngành công nghiệp như sản xuất, phân phối, bán lẻ và dịch vụ. Sản phẩm của Epicor có thể được triển khai theo hai mô hình, bao gồm Phần mềm dưới dạng Dịch vụ (SaaS) và trên máy chủ.

## Lịch sử công ty

### 1972-2000
Năm 1972, Công ty Hệ thống Triad được thành lập. Năm 2003, công ty trở thành Activant Solutions Inc. Tiếp đó, quá trình phát triển trải qua nhiều lần sáp nhập. Tháng 5 năm 2011, Apax Partners mua lại Công ty Hệ thống Triad và sáp nhập với Công ty Phần mềm Epicor.
Năm 1984, Advanced Business Microsystems (ABM) được thành lập. Đây cũng là một công ty tiền nhiệm khác của Epicor. ABM đã tạo ra một bộ phần mềm kế toán với tên gọi là The Platinum Series. Đây là sản phẩm dành cho hệ điều hành MS-DOS và được liên doanh tiếp thị sản phẩm này cùng với IBM. ABM tiếp đó phát triển dòng sản phẩm này thành một phần mềm kế toán tài chính phù hợp với môi trường mạng LAN và dành cho nhiều người sử dụng. Năm 1992, ABM được đổi tên thành Tập đoàn Phần mềm Platinum.
Năm 1993, Platinum công bố một loạt sản phẩm dành cho Microsoft Windows. Năm 1997, Platinum đã mua Clientele cùng với FocusSoft, phần mềm mở rộng cho giải pháp phân phối của Platinum. Một năm sau đó, Platinum đã sáp nhập với DataWorks để mở rộng các giải pháp và hoạt động sản xuất. Năm 1999, Platinum trở thành Công ty Phần mềm Epicor.

### 2001-2010
Năm 2001, Epicor đã bán các sản phẩm Platinum cho Windows (PFW) cho tập đoàn Sage.
Năm 2003, Epicor cho các Doanh nghiệp Dịch vụ ra đời. Phần mềm tự động hoá các dịch vụ doanh nghiệp và hoạt động hoàn toàn dựa trên giao diện web. Công ty đã mua lại CompuNet để mở rộng các giải pháp dịch vụ khách sạn, các giải pháp TDC cho các ứng dụng điều hành chuỗi cung ứng và các hệ thống ROI để mở rộng hơn nữa năng lực sản xuất. Việc sáp nhập các giải pháp doanh nghiệp Scala năm 2004 đã giúp Epicor trở nên phổ biến hơn và công ty cũng có thêm nhiều dịch vụ ERP tích hợp. Năm 2005, Epicor đã mua lại CRS Retail, nhằm cung cấp một bộ bán lẻ toàn diện. Năm 2007, công ty mua lại NSB và mở rộng hơn nữa các dịch vụ bán lẻ. Cuối năm 2010, Epicor đã mua Công ty Hệ thống Nhân sự SPECTRUM để tiếp tục cung cấp dịch vụ từ một điểm chịu trách nhiệm.

### 2011 đến nay
Năm 2011, Apax Partners mua và sáp nhập Activant và Epicor. Tháng 5 năm đó, Pervez Qureshi, cựu Giám đốc điều hành của Activant, trở thành Giám đốc điều hành của Epicor mới. Tháng 10 năm 2012, Epicor mua lại Hệ thống Doanh nghiệp Solarsoft. (Năm 2007, Công ty Phần mềm CMS của Toronto và Công ty TNHH Phần mềm XKO Solarsoft sáp nhập và thành lập Hệ thống Doanh nghiệp Solarsoft). Tháng 6 năm 2012, trước khi sáp nhập, Solarsoft đã mua Giải pháp Tiến bộ. Ngày 7 tháng 10 năm 2013, Epicor đã bổ nhiệm Joseph L. Cowan làm Chủ tịch và Giám đốc điều hành. Tháng 10 năm 2014, Epicor tuyên bố mua lại Công ty QuantiSense. Đây là nhà cung cấp phần mềm và dịch vụ phân tích bán lẻ trên máy chủ cũng như trên đám mây. Sản phẩm của họ phục vụ các chuỗi cửa hàng chuyên ngành và cửa hàng bách hóa hàng đầu.
Ngày 6 tháng 1 năm 2015, Epicor tiếp tục sáp nhập ShopVisible, LLC.
Tháng 6 năm 2015, Epicor Retail tách khỏi Epicor và hoạt động độc lập với tên gọi Aptos, Inc.
Năm 2016, công ty đầu tư toàn cầu KKR mua lại Epicor. Sau đó, Joseph L. Cowan vẫn tiếp tục là chủ tịch và CEO của Epicor.
Năm 2017, Epicor bổ nhiệm tân Chủ tịch và Giám đốc điều hành là Steve Murphy, người trước đó là chủ tịch của OpenText.

### Sáp nhập
- Clientele (1997)
- CompuNet (2003)
- Scala (2004)
- CRS Retail (2005)
- NSB (2007), kết hợp từ năm 2001 STS Systems
- SPECTRUM Human Resources Systems Corp (2010)
- Hệ thống kinh doanh Solarsoft (2012)
- QuantiSense (2014)
- ShopVisible, LLC (2015)
- docSTAR (2017) [22]
- MechanicNet (2019)

### Công ty đối tác tại Việt Nam[23]
- Công ty TNHH Phần mềm 3S
- Công ty TNHH Giải pháp Data V Tech[24]